# Margaret Oliphant
Margaret Oliphant Wilson Oliphant (nascuda Margaret Oliphant Wilson) (4 d'abril de 1828 - 25 de juny de 1897), fou una novel·lista, contaire i historiadora escocesa, nascuda a Wallyford, prop de Musselburgh, East Lothian. Avui és recordada en particular per les seves històries de fantasmes victorianes, com la novel·la curta La porta oberta (1882). En aquest tipus de relat, ja de tall modern, el protagonista serà directament l'espectre, les aparicions del qual no es produiran en llocs misteriosos, sinó en àmbits quotidians, sense esglais ni crits. A La porta oberta el protagonista és la veu de l'espectre, l'ànima del qual no ha vingut a venjar afronts, sinó buscant l'ajuda dels mortals per ser alliberada de la seva condemna eterna. Trobem alguns d'aquests elements a la novel·la curta El fantasma de Canterville, de l'escriptor contemporani d'Oliphant Oscar Wilde. D'aquesta autora, també és destacable el seu relat La finestra de la biblioteca ("The Library Window", 1896).

## Biografia
La seva infància va transcórrer a Lasswade (prop de Dalkeith), Glasgow, i a Liverpool. De nena era molt aficionada a tota mena de jocs literaris. L'any 1849 va publicar la seva primera novel·la, Passages in the Life of Mrs Margaret Maitland, relacionada amb el moviment denominat Free Church of Scotland ("Església Lliure Escocesa"), amb la qual simpatitzaven els seus pares. A aquest llibre va seguir Caleb Field (1851). En aquest any va conèixer a William Blackwood a Edimburg, i va ser convidada a contribuir a la famosa revista Blackwood's Magazine, en la qual, entre d'altres, havia col·laborat Edgar Allan Poe. Al llarg de la seva vida, Oliphant va publicar en aquesta revista més de cent articles, com el que tracta del personatge d'Arthur Dimmesdale, a La lletra escarlata, de Nathaniel Hawthorne.
El maig de 1852 Margaret va contreure matrimoni amb el seu cosí, Frank Wilson Oliphant, a Birkenhead, establint-se a Harrington Square, Londres. El seu marit, artista especialitzat en vidrieres, era persona malaltissa, i els seus sis fills i filla van heretar la seva delicada salut, morint dos d'ells a la infància. En declarar-se-li els primers símptomes de tuberculosi, la família, necessitant canviar de clima, es va mudar, l'any 1859, primer a Florència, Itàlia, i més tard a Roma, on Frank va acabar morint. Margaret va quedar sense recursos i va retornar a Anglaterra, prenent al seu càrrec la manutenció dels tres nens que havien sobreviscut, només mitjançant la seva activitat literària.

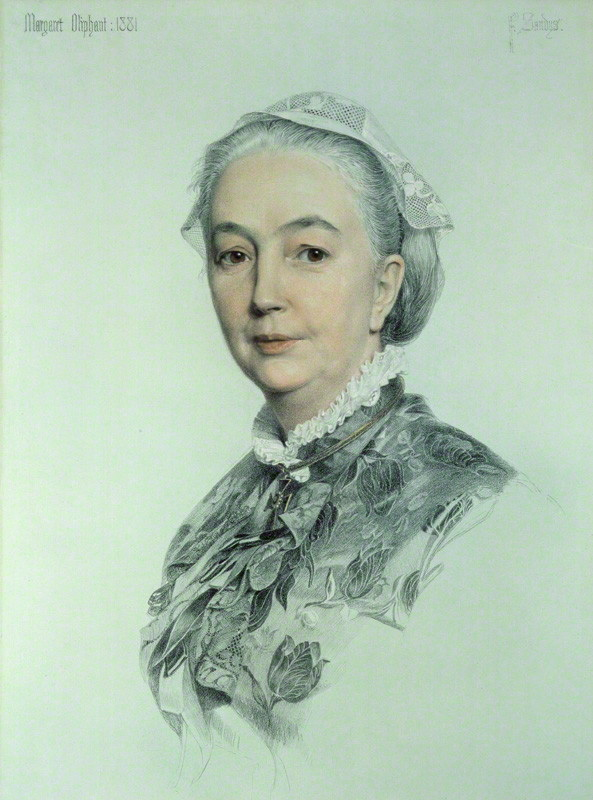
Retrat de Margaret Oliphant l'any 1881, per Frederick Augustus Sandys, National Portrait Gallery, Londres.

Amb el temps, va aconseguir fer-se una escriptora molt popular, i va treballar amb extrema laboriositat per mantenir-se en la seva posició. La seva vida familiar, no obstant això, va ser molt infortunada. El gener de 1864 moria la seva única filla a Roma, sent enterrada en la tomba del pare. El seu germà, que havia emigrat al Canadà, es va veure embolicat poc després en una fallida que el va portar a la ruïna; Margaret llavors li va oferir recer a ell i als seus fills, afegint una nova càrrega a les moltes ja existents.
L'any 1866 es va establir a Windsor, Berkshire. Aquesta va ser la seva residència fins al final dels seus dies; durant trenta anys es mantindria literàriament en la bretxa, a pesar del fet que van anar acumulant-se les desgràcies familiars. El seu fill major, Cyril Francis, escriptor, va morir el 1890, deixant una Vida d'Alfred de Musset, que la mare va incorporar a la seva pròpia obra Foreign Classics for English Readers. El fill menor, Francis ("Cecco"), va col·laborar amb ella en Victorian Age of English Literature i va aconseguir col·locar-se en el British Museum, però va morir aviat, el 1894. Aquest cop va ser molt dur per Oliphant, que va perdre interès per la vida; la seva salut va declinar ràpidament. Va morir a Wimbledon, Londres, el 25 de juny de 1897.
En els anys 80 del segle xix havia estat mentora literària de la novel·lista irlandesa Emily Lawless.

## Obra
Margaret Oliphant va produir més de 120 obres, que incloïen novel·les, llibres de viatges, ressenyes, relats i crítiques literàries. Entre els seus llibres més coneguts de ficció, es troben:
- Adam Graeme (1852)
- Magdalen Hepburn (1854)
- Lilliesleaf (1855)
- The Laird of Norlaw (1858)

Va estendre molt la seva reputació una col·lecció de contes amb el títol general de The Chronicles of Carlingford, que va aparèixer originalment a la Blackwood's Magazine (1862-1865):
- Salem Chapel (1863)
- The Rector
- Doctor's Family (1863)
- The Perpetual Curate (1864)
- Miss Marjoribanks (1866)

Posteriorment:
- Madonna Mary (1867)
- Squire Arden (1871)
- He that will not when he may (1880)
- Hester (1883)
- Kirsteen (1890)
- The Marriage of Elinor (1892)
- The Ways of Life (1897)
- The Beleaguered City (1880)
- A Little Pilgrim in the Unseen (1882)
- The Open Door ("La porta oberta", 1882)

Les seves biografies d'Edward Irving (1862) i el seu cosí Laurence Oliphant (1892), juntament amb la de Richard Brinsley Sheridan, dins de English Men of Letters (1883), eren summament vives i amenes. Oliphant també va escriure una biografia del teòleg escocès John Tulloch.
Història i crítica:
- Historical Sketches of the Reign of George II of England (1869)
- The Makers of Florence (1876)
- A Literary History of England from 1760 to 1825 (1882)
- The Makers of Venice (1887)
- Royal Edinburgh (1890)
- Jerusalem (1891)
- The Makers of Modern Rome (1895)

L'autora treballava en morir en Annals of a Publishing House, la memòria del desenvolupament de la revista Blackwood, amb la qual tan involucrada havia estat durant tota la seva vida.
La seva autobiografia Autobiography and Letters, que presenta un quadre commovedor dels neguits i traumes domèstics, va aparèixer als dos anys de la seva mort, l'any 1899.